# إحسان أمان
إحسان أمان هو موسيقي ومغني وملحن أفغاني، ولد في 1959 في لشكر كاه في أفغانستان.

## وصلات خارجية
- إحسان أمان على موقع IMDb (الإنجليزية)
- إحسان أمان على موقع ميوزك برينز (الإنجليزية)